# Luigi Pelazza
Luigi Pelazza (Torino, 2 febbraio 1969) è un personaggio televisivo italiano.

## Biografia
Dopo aver militato sei anni nell'Arma dei Carabinieri, si trasferisce ad Alghero e conduce il programma I Rompiscatole in onda su Cinquestelle Sardegna.
Dal 1997 per pochi anni si occupa di commercio di gioielleria e pietre preziose ad Alghero.
Dal 2002 entra a far parte del programma Le iene occupandosi soprattutto dei servizi all'estero. Nel 2007 fa da inviato a Scappati con la cassa su Italia 1, programma condotto da Sabrina Nobile, che si occupa di cercare truffatori italiani fuggiti all'estero. Nello stesso anno riceve il premio "Guido Carletti" in seguito a un servizio per Le iene girato nella Repubblica Democratica del Congo.
Nel 2010 sostiene Roberto Formigoni come candidato alla regione Lombardia attraverso un video intitolato Formigoni voce del verbo fare, girato nell'ufficio delle Iene in cui gli inviati registrano le presentazioni dei servizi.
Il 9 luglio 2010 a Merate sposa Federica Arlandi.
Nel 2012 è conduttore e inviato del programma di Italia 1 di una sola puntata Insider.
Dal 2013 non è più giornalista e nell'anno successivo è fra i testimonial, insieme ad altri inviati della trasmissione di italia 1, dell'azienda Linkem, attività pubblicitaria che da giornalista non avrebbe potuto svolgere.
Da settembre 2014 conduce, insieme a Nicoletta, il programma Password  ogni venerdì su RTL 102.5.

## Controversie
Nel 2016 è processato per concorso in sostituzione di persona.
Il 2 febbraio 2021 viene condannato per violenza privata per essersi introdotto indebitamente a casa della giornalista Guia Soncini. Viene inizialmente condannato a 3 mesi di reclusione pena poi riconvertita in 15.000 euro di multa.

## Libri
- Un mondo (quasi) perfetto, Zeronovantuno editore, 2009